# I-32
El I-32 (イ-32?) fue un submarino portaaviones del Tipo B1 de la Armada Imperial Japonesa que participó en la Segunda Guerra Mundial hasta ser hundido en combate en 1944.

## Descripción
El I-32, con un desplazamiento de 2.600 t en superficie, tenía la capacidad de sumergirse hasta 100 m, desarrollando entonces una velocidad máxima de 8 nudos, con una autonomía de 96 millas náuticas a una velocidad reducida de 3 nudos. En superficie, su autonomía era de 14.000 millas náuticas a una velocidad de crucero de 16 nudos, desarrollando una velocidad máxima de 23,6 nudos. Trasportaba un hidroavión biplaza de reconocimiento Yokosuka E14Y conocido por los Aliados como Glen, almacenado en un hangar hidrodinámico en la base de la torre de la vela.

## Historial
El I-32 realizó misiones de patrulla en las costas australianas, así como de suministro a las guarniciones japonesas de Nueva Guinea, transportando en una de ellas un contenedor submarino unkatō a Lae. El 15 de marzo de 1944 recibe órdenes de dirigirse a Wotje e interceptar una flota estadounidense. El 23 del mismo mes, el I-32 localiza a los buques enemigos y radia su posición, siendo interceptado y descifrado el mensaje por los estadounidenses, que dirigen una fuerza de tres destructores y un cazasubmarinos para interceptar y hundir al submarino japonés.
El 24 de marzo de 1944, 50 millas al sur de Wotje, el I-32 es localizado en superficie por el radar del destructor de escolta USS Manlowe, obligándolo a sumergirse. El destructor USS Halsey Powell lanza todas sus cargas de profundidad en una serie de pasadas sobre la posición del submarino, tras lo que el Manlowe hace lo propio con las suyas, empleando también el mortero antisubmarino Erizo. El cazasubmarinos PC-1135 se une a ellos empleando el sistema antisubmarino Mousetrap, con lo que finalmente, el I-32 se hunde en la posición (8°30′N 170°10′E / 8.500, 170.167).